# Nebbia in agosto (film)
(Motivazione CGS Award al Giffoni Film Festival 2016,)
Nebbia in agosto (Nebel im August) è un film drammatico del 2016 diretto del regista tedesco Kai Wessel, adattamento cinematografico dell'omonimo romanzo di Robert Domes che racconta la vita del quattordicenne jenisch Ernst Lossa.

## Trama
Ernst Lossa, orfano di madre e con il padre venditore ambulante senza fissa dimora, appartiene alla comunità degli jenisch, tedeschi chiamati anche "zingari bianchi" e considerati del Terzo Reich di razza inferiore e impura. Giudicato irrecuperabile, dopo un passaggio in un istituto correzionale, Ernst viene mandato in una struttura per bambini e ragazzi disabili psichici. Quello che viene spacciato per un luogo terapeutico, è in realtà una tappa del programma nazista dell’eutanasia.
Il dottor Veithausen, il medico dai modi civili, è invece un aguzzino attivo all'interno del programma di sterminio dei disabili; è lui che decide chi dei ricoverati deve essere trasferito all'ospedale nelle vicinanze dove viene praticata l’eutanasia tramite l'iniezione di sostanze letali e chi temporaneamente mantenere in vita. Ernst, intuendo il pericolo, non si fa ingannare dai modi gentili del dottore e mette in pratica una sua forma di resistenza
.

## Curiosità
- Per la realizzazione del film e la ricostruzione dei crimini nazisti dell'eutanasia, il regista si è avvalso della consulenza storica del professor Michael von Cranach, dal 1980 al 2006 direttore della Clinica psichiatrica Kaufbeuren[5].

## Riconoscimenti

### Premi vinti
- Migliore attore non-protagonista a Branko Samarovski, Austrian Film Award, AT (2017)
- Miglior regia a Kai Wessel, Bavarian Film Awards (2016)
- Miglior regia di un lungometraggio a Kai Wessel, German Directors Award Metropolis (2017)
- Migliore attrice no-protagonista a Fritzi Haberlandt, German Film Awards (2017)
- Premio speciale CGS Award "Percorsi Creativi 2016" e secondo posto come Miglior film al Giffoni Film Festival (2016)[1]
- Migliore attore protagonista a Sebastian Koch, Guenter Rohrbach Filmpreis (2016)
- Migliore performance come giovane attore a Ivo Pietzcker, Guenter Rohrbach Filmpreis (2016)

### Candidature
- Nomination come Migliore attore non-protagonista per Karl Markovics, Austrian Film Award (2017)
- Nomination come Migliore makeup per Michaela Payer e Reinhard Kirnich, Austrian Film Award (2017)
- Nomination come Migliore design di produzione per Christoph Kanter, German Film Awards (2017)